# Геджеконду

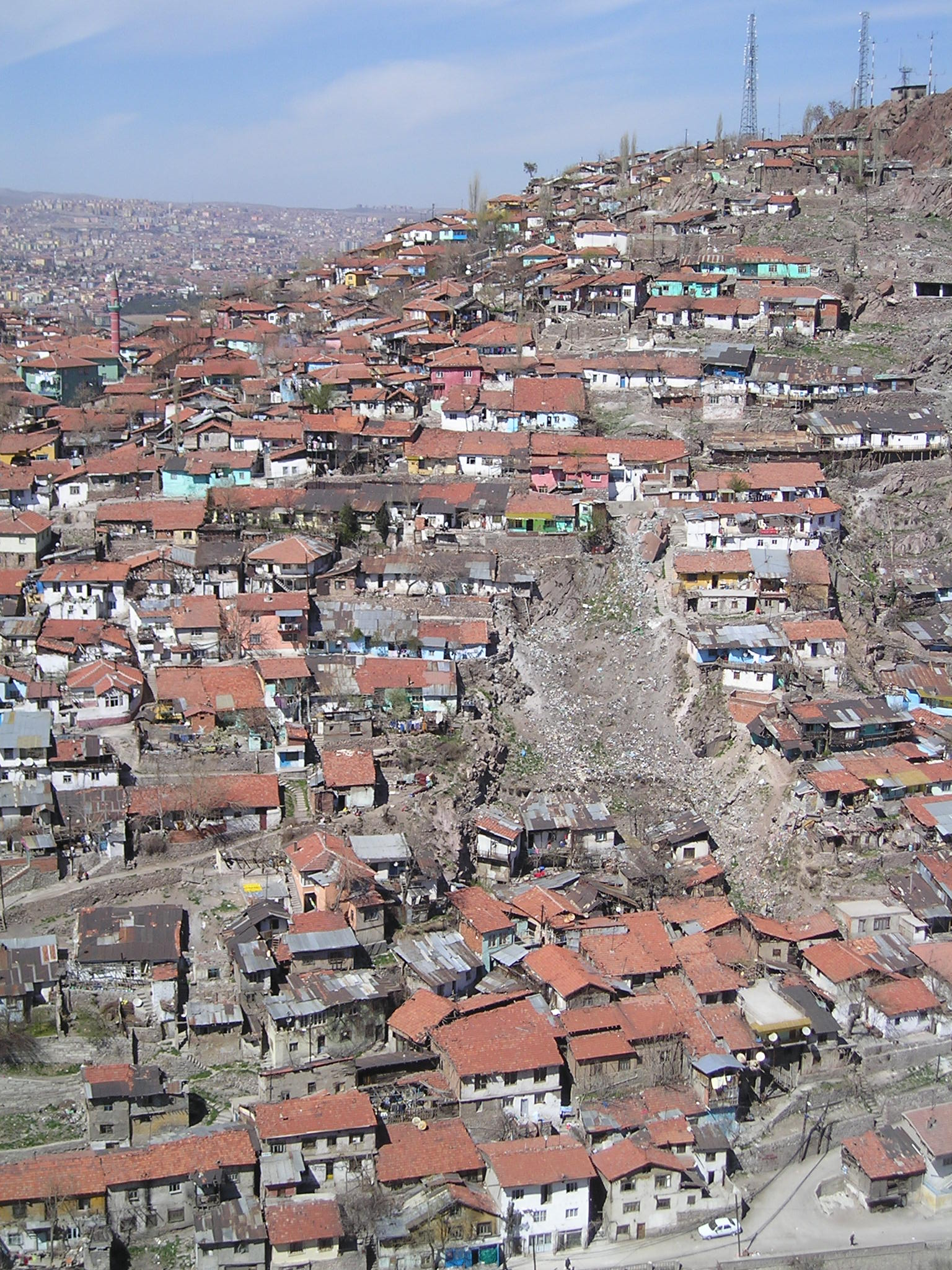
Геджеконду в Анкаре.

Геджеконду (тур. Gecekondu, букв. «построенный за ночь») — специфический турецкий термин, означающий самовольно построенное жилище, как правило, представляющее собой неблагоустроенную лачугу. Название подобного типа жилища происходит от турецкого закона, согласно которому постройка, имеющая четыре стены и крышу, пусть даже совершенно условная и построенная нелегально, не может быть снесена, а должна стать предметом судебного разбирательства; за время процесса она вполне может достраиваться, и большинство подобных дел заканчивается решением оставить постройку. Термин «геджеконду» в Турции может использоваться и как синоним любого дешёвого и неблагоустроенного жилья.

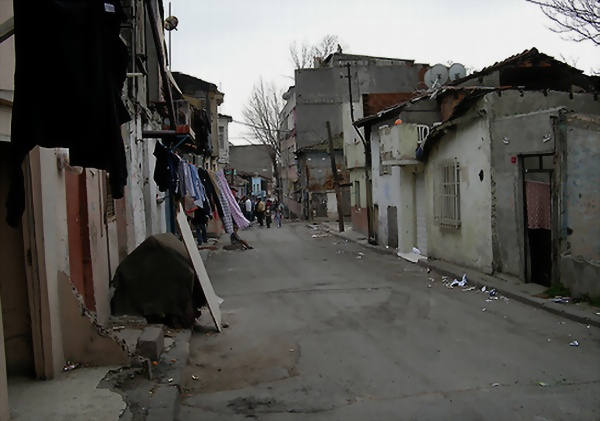
Улица геджеконду в Восточном Стамбуле

В современной Турции строительство целых трущобных кварталов, состоящих из домов-геджеконду, началось в середине 1940-х годов, термин «геджеконду» возник примерно тогда же. Первоначально они строились на пустынных местностях вокруг городских центров (впоследствии ставших окраинами), но в ряде городов, в том числе в Анкаре, стали возникать даже в центрах городов. В большинстве случаев дома-геджеконду возводились мигрантами из сельской местности, при этом часто конкретный квартал строился выходцами из конкретной деревни. Многие современные геджеконду по-прежнему не имеют элементарных удобств, таких как электричество, водопровод и канализация, и являются зонами активности неформальных и преступных группировок, подпольного бизнеса, торговли наркотиками, практик колдовства и проституции. Турецкой полицией в кварталах геджеконду часто проводятся спецоперации.
В настоящее время геджеконду продолжают существовать во многих крупных городах Турции, в том числе в Стамбуле, Анкаре, Измире. По мнению исследователя Роберта Ньювирта, в Стамбуле в них проживает порядка шести миллионов человек. Правительством Турции принимаются меры по постепенному расселению геджеконду.

## В культуре
Персонажи романа Орхана Памука «Мои странные мысли» живут в стамбульских геджеконду. В произведении описывается история, быт и уклад турецких трущоб.